# Motte Vusseberg

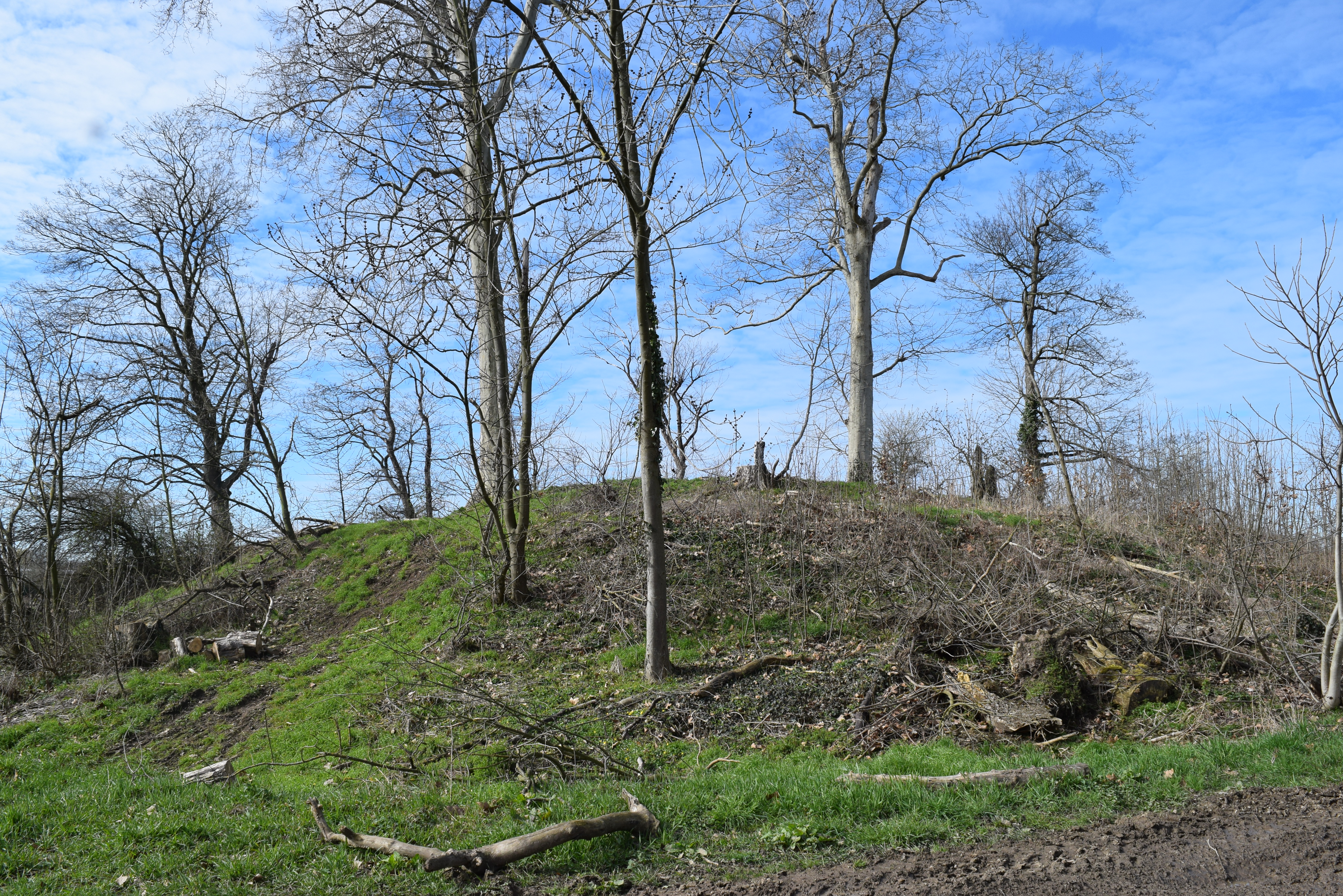
Motte Vusseberg

Die Motte Vusseberg ist ein Relikt 200 Meter südlich von Gut Hombroich am linken Ufer der Erft in Holzheim, Neuss. Es handelt sich um eine mittelalterliche Niederungsburg. Der Hügel der Motte hat einen Durchmesser von 45 Meter und eine Höhe von 5 Meter. Teile des Ringgrabens sind noch erkennbar. Die Örtlichkeit ist seit 1989 als Bodendenkmal ausgewiesen. Sie wurde möglicherweise 1347 als „castrum dictum Capelle abolim constructum fuit“ urkundlich erwähnt.